# (8687) Caussols
(8687) Caussols est un astéroïde de la ceinture principale.

## Description
(8687) Caussols est un astéroïde de la ceinture principale. Il fut découvert par Eric Walter Elst le 8 août 1992 à Caussols. Il présente une orbite caractérisée par un demi-grand axe de 2,31 UA, une excentricité de 0,071 et une inclinaison de 2,52° par rapport à l'écliptique.
Il est nommé en l'honneur de l'observatoire de Calern, situé à Caussols :
« The observatory at Caussols, in the French Alps-Maritimes, is situated above the northern part of a 1100-m high, open and flat plain, the Plateau de Caussols, about 10 km from the Route Napoléon. Down the hill lies a tiny village Hamlet of Caussols, with only a few inhabitants. »
soit en français :

« L'observatoire se trouvant à Caussols, dans les Alpes-Maritimes, en France, est situé sur la partie nord d'une plaine de 1 100 mètres de haut, ouverte et plate, le plateau de Caussols, à environ 10 kilomètres de la route Napoléon. En bas de la colline se trouve un petit village, le hameau de Caussols, avec seulement quelques habitants. »

## Compléments